# 1837년~1838년 반란
1837년~1838년 반란(영어: Rebellions of 1837–1838, 프랑스어: Les rébellions de 1837) 또는 캐나다 혁명(영어: Canadian Revolution)은 1837년부터 1838년까지 로어캐나다와 어퍼캐나다에서 발발한 2개의 무장봉기를 통틀어 부르는 명칭이다. 두 봉기 모두 정치 개혁의 좌절로 인해 발발했다. 두 봉기 모두 책임정부라는 공동의 목표를 가지고 있었고, 봉기가 끝난 이후 달성할 수 있었다. 이 사건 이후 제1대 더럼 경인 존 램턴이 영국령 북아메리카 문제에 대한 보고서를 제출하고, 어퍼 및 로어캐나다를 부분적으로 개혁한 1840년 연합법이 통과되었다. 이후 로어캐나다와 어퍼캐나다는 캐나다주로 통합되었고, 1867년 영국령 북아메리카 법이 제정된 이후 오늘날의 캐나다와 캐나다 정부 형태가 갖추어지게 되었다.

## 반란
어퍼캐나다와 로어캐나다에서 2가지 종류의 반란이 발생했다. 매켄지를 비롯한 반군 대다수는 미국으로 도주했다. 네이비섬에 매켄지는 캐나다 공화국을 수립했으나 무력충돌이 발생한 이후 곧 철수했다. 샤를 던콤베와 로버트 넬슨은 대조적으로 반란에 동조하는 미국 민병대인 헌터스 로지스와 프레레 샤서의 지원을 받았다. 두 단체는 1838년 9월 클리블랜드의 회담에서 설립되었고, 로어캐나다 공화국이라는 또 다른 정부를 수립했다. 헌터스 로지스는 급진적인 로코포코스의 회원들을 불러들였다. 이후 헌터스 로지스는 패트리어트 전쟁을 일으켰고, 미국 정부의 도움 하에 반란은 진압되었다.

### 유사점
어퍼캐나다와 로어캐나다의 법은 크게 달랐지만, 혼합정체의 원리에 기초하고 있었다는 점에서 같았다. 혼합정체는 군주제, 민주제, 귀족제가 균형을 이루는 제도였다. 그러나 두 식민지에서 귀족제의 요소는 부족했고 식민지 사람들이 직접 선출하지 않은 상원은 역내 무역과 국가의 기관, 그리고 종교를 장악한 지역 과두제 집권층이 지배하고 있었음이 밝혀졌다. 로어캐나다에서 이들은 샤토파라고 불렸고, 어퍼캐나다에서 이들은 족벌파라고 불렸다. 두 과두제 집권층은 토리당에 기반을 두고 있었고, 각각의 식민지에 존재하던 정부보다 더 민주적인 정부를 요구하는 개혁 세력을 반대하고 있었다.

1837년 자유의 아들들의 사회 성립식. 더 캐나다즈에서 개혁 세력들은 정치 연합을 형성해 시위를 조직하는데 사용했는데, 이것이 나중에 반란으로 발전하게 되었다.

두 지역의 정부는 개혁가들을 불법으로 규정했다. 로어캐나다에서는 입법부의 지명의원과 당선의원 사이의 분쟁으로 인해 모든 입법 행위가 중단되었고, 이에 따라 토리당은 존 러셀 경에게 10가지 해결안을 제정하게 해 선출 없이 상원을 운영할 수 있도록 했다. 어퍼캐나다에서는 1836년 선거가 정치 폭력과 새로운 총독 프랜시스 본드 헤드의 사기로 인해 혼란이 가중되었다. 윌리엄 라이언 매켄지와 새뮤얼 론트는 이 결과 의석을 잃게 되었다. 토리당은 윌리엄 5세가 죽은 1837년 6월 전통적인 관습을 무시한 채 의회를 해산하여 이들의 의석을 유지하는 법안을 통과시켰다.
이에 대응하여 각 주의 개혁가들은 급진적인 민주 "정치 연합"을 조직하였다. 영국의 정치연대운동은 1832년 개혁법의 통과에 따라 인정받고 있었다. 로어캐나다에서 패트리어트들은 자유의 아들들의 사회를 조직했다. 윌리엄 라이언 매켄지는 1837년 7월 토론토 정치연대를 조직하는 것을 도왔다. 두 단체는 이후 시위를 조직하는 장이 되었고, 이는 반란으로 이어졌다. 로어캐나다의 상황이 정치적 위기로 이어지자 영국 정부는 군대를 그곳에 집중시켰고, 이는 패트리어트에게 무장한 군대를 사용할 수도 있음을 알리는 것이었다. 어퍼캐나다에는 군대가 없었기 때문에, 반란의 기회는 얼마든지 있었다.

### 차이점
더럼 보고서에 따르면, 로어캐나다 반란은 영국계와 프랑스계 사이의 갈등에 기여하고 있다. 분쟁은 인종적인 것이었고, 이에 따라 '영국계' 어퍼캐나다를 방해하는 온건한 투쟁보다 조금 더 격렬했다. 로어캐나다의 반란은 해당 지역 전체의 사람들의 지지를 받고 있었으며, 프랑스계 캐나다인의 정치 및 경제 불복종으로 인해 시간이 길어짐에 따라 보이콧, 파업, 사보타주 같은 대규모 행위가 발생하고 있었다. 이에 맞서 지역 정부는 가혹하게 보복했는데, 마을 전체를 불사르거나 심리학적 모욕을 주거나 강간이 발생하기도 했다.

## 여파

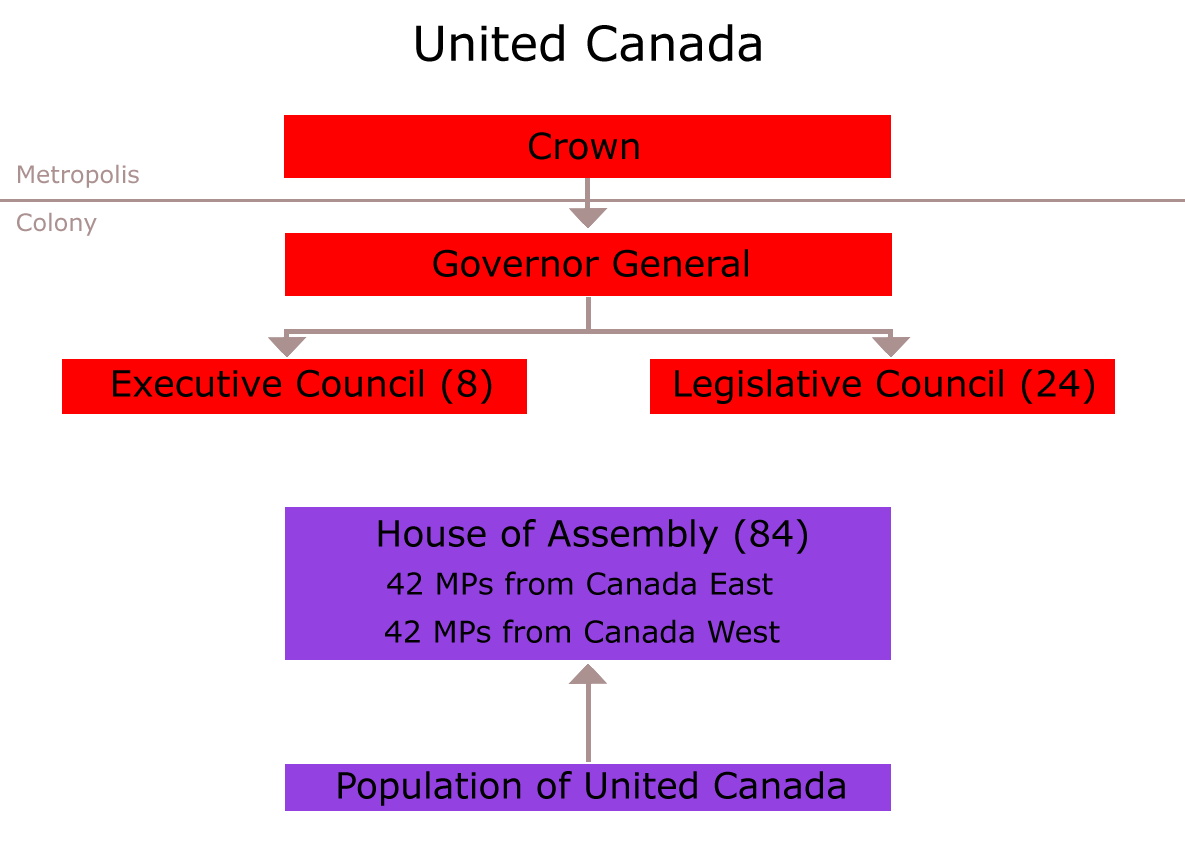
1840년 연합법에서 규정한 캐나다 정부 구조

1837녀 봉기에 참여한 반군은 체포된 이후 재판을 받았는데 이들은 대부분 영국 정부에 대한 불복종으로 죄를 선고받았다. 가장 가혹한 처벌은 100명의 캐나다 반군과 미국 동조자들을 오스트레일리아 죄수 식민지로 보낸 것이었다. 새뮤얼 론트를 비롯한 대부분의 반군은 교수형에 처해졌다. 공개 교수형은 법원 광장에서 진행되었다.
어퍼캐나다 반란의 원인은 영국 정부에 대한 직접적인 분노보다는 캐나다의 정치인들의 불법과 부패에 있었다. 그러나 반군의 주장은 설득력이 없었는데, 반군의 관점이 미국의 자유주의와 비슷했고, 이에 따라 캐나다 식민지에 대한 토리당의 가치에 대한 공격으로 받아들여졌기 때문이다. 이에 따라 사법부의 존 로빈슨은 버크의 주장이 아닌 존 로크의 주장에 따라 형을 언도했다. 로빈슨은 공화주의를 군주제보다 우선시하는 이들은 이주할 자유가 있으므로, 봉기에 참여한 이들은 반역죄가 성립한다고 보았다.
반란이 끝난 후 더욱 온건한 개혁파인 로버트 볼드윈과 루이히폴리테 라퐁테인과 같은 정치인들이 급진주의의 대체자로써 신용을 얻었다. 그들은 영국 정부가 개혁주의자인 더럼 경을 파견해 문제의 원인을 분석하고자 했을 때 영향력을 행사하려고 했다. 더럼 보고서의 문구 중에는 식민지에 책임정부를 설립하는 것도 담겨 있었는데, 이는 반군이 초기에 주장했던 것이기도 했다. 더럼은 또한 어퍼캐나다와 로어캐나다를 하나의 정치단위로 합칠 것을 주장했다. 1840년 연합법 통과 이후 더 캐나다즈는 캐나다주라는 하나의 통치 단위로 합쳐지며, 이것은 오늘날 캐나다의 근간이 되었다. 조금 논란이 되는 주장도 있었는데, 더럼은 프랑스계 캐나다인이 영어를 쓰고 영국 문화를 배워야 한다고 주장했다. 실제로, 어퍼캐나다와 로어캐나다의 합병은 프랑스계 캐나다인의 자치 방식을 완전히 박탈하여 그들을 더 크고 새로운 정치 단위의 일부가 되게 하는 목적도 있었다.

## 평가

### 대서양 혁명의 연장선
1837년에 시작된 캐나다의 반란에 대해 몇몇 역사학자들은 18세기 말부터 19세기 초까지 이어진 대서양 혁명의 일부로 본다. 대서양 혁명의 주요 혁명에는 미국 독립 전쟁, 프랑스 혁명, 아이티 혁명, 1798년 아일랜드 반란, 그리고 스페인령 아메리카 독립 전쟁 등이 있는데, 이 혁명들은 모두 공화주의에 바탕을 두고 있었다. 하지만 1837년의 반란이 영국의 왕실로부터 독립하려고 했는 지에 대해서는 역사적으로 논쟁이 있다. 역사학자들은 캐나다에서 일어난 이 반란과 뒤이어 발발한 패트리어트 전쟁을 따로 보고, 서로 연관을 짓지 않으려 하거나 두 전쟁에서 공유된 전쟁의 추동력을 연관짓지 않으려는 경향이 있었다. 최근의 재조명에 따르면, 반란 이후 개혁자들이 윌리엄 라이언 매켄지의 과감한 공화주의를 부인하고 책임정부의 이름 하에 민족적 독립성으로의 수용할만한 과정을 알 수 없게 만듬으로써 의도적으로 두 전쟁의 연관성을 지우려고 했음을 강조했다. 더첨은 2006년 자신의 저서에서 1837년 반란을 대서양 혁명의 일부로 규정했는데, 그는 캐나다의 개혁자들이 미국의 공화주의에 영감을 받았다고 주장했다. 몇몇 역사학자들은 1839년 웨일스에서 발생한 뉴포트 봉기와 연관을 지으려고 한다.

## 같이 보기
- 캐나다의 역사
- 미국 독립 혁명